# De Pere
De Pere é uma cidade localizada no estado norte-americano de Wisconsin, no Condado de Brown.

## História
Em 1671 o jesuíta explorador francês Père Claude-Jean Allouez fundou a Missão de São Francisco Xavier próximo às margens do Fox River antes de entrar na Bahia de Green Bay. O sítio foi chamado de Rapides Des Pères que veio a se transformar em De Pere.
St. Norbert College, foi fundade por Norbertine Abbot Pennings em 1898.

## Demografia
Segundo o censo norte-americano de 2000, a sua população era de 20.559 habitantes.
Em 2006, foi estimada uma população de 22.499, um aumento de 1940 (9.4%).

## Geografia
De acordo com o United States Census Bureau tem uma área de
29,3 km², dos quais 27,5 km² cobertos por terra e 1,8 km² cobertos por água. De Pere localiza-se a aproximadamente 183 m acima do nível do mar.

## Localidades na vizinhança
O diagrama seguinte representa as localidades num raio de 12 km ao redor de De Pere.